# San Rafael, El Fuerte
San Rafael är en ort i Mexiko.   Den ligger i kommunen El Fuerte och delstaten Sinaloa, i den västra delen av landet, 1 200 km nordväst om huvudstaden Mexico City. San Rafael ligger 28 meter över havet och antalet invånare är 143.
Terrängen runt San Rafael är platt. Runt San Rafael är det ganska glesbefolkat, med 29 invånare per kvadratkilometer. Närmaste större samhälle är San Blas, 12,9 km nordost om San Rafael. Trakten runt San Rafael består till största delen av jordbruksmark.